# 家庭就是一切
《家庭就是一切》（葡萄牙語：Família é Tudo）是丹尼爾·奧爾蒂斯創作的巴西電視連續劇。由阿萊特·塞勒斯、娜塔莉亞·迪爾、朱莉安娜·派瓦、蒂亞戈·馬丁斯、伊薩克·洛佩斯、拉米爾、雷納托·戈斯、拉斐爾·洛加姆和杰梅·馬塔拉佐主演。本劇於2024年3月4日至9月27日在环球电视网播出。

## 演员
- 阿萊特·塞勒斯 飾 弗里達·曼奇尼 / 卡塔琳娜·曼奇尼·加林多
- 娜塔莉亞·迪爾 飾 維納斯·曼奇尼
- 朱莉安娜·派瓦 飾 伊萊克特拉·曼奇尼
- 蒂亞戈·馬丁斯 飾 朱庇特·安謝塔·曼奇尼
- 艾薩克·洛佩斯 飾 普魯唐·曼奇尼
- 拉米爾 飾 安德洛梅達·曼奇尼
- 拉斐爾·洛加姆 飾 漢斯·曼奇尼·加林多
- 雷納托·戈斯 飾 托馬斯·蒙泰羅“湯姆”
- 傑梅·馬塔拉佐 飾 盧卡·巴喬
- 保羅·萊薩 飾 萊昂納多·科埃略“萊奧”/ 內圖諾
- 達芙妮·博札斯基 飾 露琵塔·瑪麗亞·德爾·羅薩裡奧·桑切斯·佩雷斯·德拉·克魯斯
- 恩里克·巴雷拉 飾 穆里洛·巴喬
- 加百列·戈多伊 飾 弗朗西斯科·多·納西門托“志曹”
- 拉法·卡里曼 飾 傑西卡·德·奧斯瑪
- 安娜·希卡里 飾 卡米拉·富塔多·佩雷拉“米拉”

## 外部連結
- 官方网站 （葡萄牙語）
- 互联网电影数据库（IMDb）上《家庭就是一切》的资料（英文）